# Rábapatona
Rábapatona är en ort i Ungern.   Den ligger i provinsen Győr-Moson-Sopron, i den västra delen av landet, 120 km väster om huvudstaden Budapest. Rábapatona ligger 111 meter över havet och antalet invånare är 2 497.
Terrängen runt Rábapatona är mycket platt. Runt Rábapatona är det ganska tätbefolkat, med 83 invånare per kvadratkilometer. Närmaste större samhälle är Győr, 12,9 km öster om Rábapatona. Trakten runt Rábapatona består till största delen av jordbruksmark.